# Pseudoasperisporium millettiae
Pseudoasperisporium millettiae är en svampart som beskrevs av U. Braun & Hosag. 2006. Pseudoasperisporium millettiae ingår i släktet Pseudoasperisporium, divisionen sporsäcksvampar och riket svampar.   Inga underarter finns listade i Catalogue of Life.